# Sr. Ninguém (DC Comics)
Sr. Ninguém é um super-vilão do universo da DC Comics. Enquanto ele apareceu em sua identidade original de Sr. Morden em Doom Patrol #86 (Março de 1964), sua primeira aparição como Sr. Ninguém foi em Doom Patrol vol. 2 #26 (Setembro de 1989).
Sr. Ninguém teve sua primeira adaptação em live-action ao fazer parte do elenco principal da série de televisão Doom Patrol do serviço de streaming da DC, sendo interpretado por Alan Tudyk.

## Biografia do personagem
O nome verdadeiro do Sr. Ninguém é Eric Morden. Ele apareceu em uma edição da série original (Doom Patrol #86) como um membro da Irmandade do Mal. Nessa aparição, ele rouba Rog, um robô projetado pelo Chefe para fazer exploração lunar.
Quando Grant Morrison reintroduziu Morden em Doom Patrol vol. 2 #26, ele forneceu uma história para explicar a ausência de Morden. Os ex-companheiros de equipe da Irmandade do Mal, Cérebro e Monsieur Mallah, haviam prometido matar Morden se ele aparecesse novamente, então ele se escondeu por muitos anos no Paraguai. Ainda ansioso para ser uma parte da sociedade novamente, ele é submetido a experimentos por um cientista ex-nazista que lhe concede a habilidade de drenar a sanidade dos seres humanos. No entanto, ele mesmo fica insano e forma a Irmandade do Dadá. Ele agora parece uma representação artística bidimensional de uma sombra e tem um espaço vazio em seu peito na forma de um coração.
Sr. Ninguém recruta várias pessoas bizarramente poderosas para formar a primeira Irmandade do Dadá: Sleepwalk, que tem grande força somente quando está em seu sonambulismo; Frenzy, um homem jamaicano disléxico, grande e grosseiramente vestido que pode se transformar em um ciclone girando; Neblina, que pode absorver humanos em seu ser quando está em sua forma gasosa; e Quiz, uma mulher japonesa com "toda superpotência que você nunca imaginou". A Irmandade rouba uma pintura psicoativa e a usa para absorver a cidade de Paris, junto com vários membros da Patrulha do Destino. Eles também inconscientemente soltam "o quinto Cavaleiro do Apocalipse" da pintura. Eles são forçados a ajudar a Patrulha do Destino a parar, e a integrante da Patrulha, Crazy Jane, aproveita seu poder de pintura para transformar o Cavaleiro em um "cavalo de passatempo", libertando seus companheiros de equipe e a cidade de Paris e prendendo o Sr. Ninguém e sua irmandade dentro da pintura.
Mais tarde, o Sr. Ninguém escapa da pintura com a ajuda de quatro membros da Irmandade de Dadá: Agente "!", Alias o Borrão, a Luva de Amor e o Número Nenhum. Eles roubam a bicicleta de Albert Hofmann e usam sua ressonância lisérgica para dar força à campanha presidencial do Sr. Ninguém. O governo dos EUA, não querendo deixar o Sr. Ninguém tornar-se presidente, envia um agente super-poderoso atrás dele: John Dandy, um homem cujo rosto está em branco, mas tem seis outros rostos flutuando em torno dele. Dandy mata quase todos os membros da Irmandade, incluindo o Sr. Ninguém. Ele joga um de seus rostos em Ninguém, tornando-o impotente e indefeso. Dandy então empala o agora humano Sr. Ninguém em um poste quebrado e remove o que é revelado ser uma máscara. Cliff Steele tenta colocar o semiconsciente Sr. Ninguém de volta dentro da pintura, mas aparentemente foi destruído por disparos de agentes do governo antes que Steele conseguisse coloca-lo lá. O Sr. Ninguém então parece desintegrar-se.
O Sr. Ninguém retorna nas páginas finais de Doom Patrol #11, desta vez branco em vez de preto. Ele agora se chama de Sr. Alguém. Ele habita o corpo do bilionário Thayer Jost e controla o MSE, "Mister Somebody Enterprises", para seus próprios objetivos misteriosos. Através da MSE, ele demole "Danny, a Rua" em "Danny, o Tijolo" com seus gentrificadores multidimensionais, e criou os Front Men, sua própria equipe de metahumanos com o objetivo de ser uma polícia para a comunidade sobre-humana, mas tinha o verdadeiro objetivo de ser morto pela Patrulha do Destino para promover seus próprios objetivos.

## Poderes e habilidades
O Sr. Ninguém tem a habilidade de drenar a sanidade de suas vítimas. Além disso, os objetos perdidos tinham uma tendência a encontrar o caminho até ele, desde que pertencessem a "ninguém".

## Em outras mídias
- O Sr. Ninguém aparece no curta "Doom Patrol" da DC Nation Shorts, sendo dublado por Jeffery Combs.

- O Sr. Ninguém aparece na série de televisão Doom Patrol, sendo interpretado por captura de movimentos por Alan Tudyk.[4]